# Teilzahlung
Teilzahlung (früher: Stückzahlung) ist in der Wirtschaft die Bezeichnung für eine teilweise Zahlung der Geldschuld durch den Schuldner, die nicht die Höhe der geschuldeten Zahlung erreicht.

## Allgemeines
Im Schuldrecht ist der Schuldner allgemein nicht berechtigt, Teilzahlungen zu leisten; der Gläubiger kann sie zurückweisen (§ 266 BGB). Mit einer Teilzahlung bietet der Schuldner nämlich eine andere als die geschuldete Leistung an. Sinn dieser Vorschrift war, den Gläubiger vor Belästigungen durch geringfügige Teilleistungen zu bewahren. Der Gläubiger gerät deshalb bei einer Zurückweisung nicht in Annahmeverzug, andererseits befindet sich der Schuldner bei einer zurückgewiesenen Teilzahlung im Schuldnerverzug. Da diese Bestimmung neutral von „Teilleistungen“ spricht, sind auch die nicht vollständigen Lieferungen und Dienstleistungen als Teilleistungen des Verkäufers gemeint. Beim Kaufvertrag und anderen wichtigen Vertragsarten des Schuldrechts wie Miete oder Pacht wird davon ausgegangen, dass beide Vertragspartner ihre vertraglich geschuldete Leistung bei Fälligkeit vollständig Zug um Zug erbringen.
Wegen dieses absoluten Teilleistungsverbots kann es zu Teilzahlungen nur kommen, wenn der Gläubiger – etwa im Rahmen einer Stundung – zustimmt. Im Rahmen der Vertragsfreiheit sind vertragliche Vereinbarungen über Teilleistungen aber möglich, wenn sich beide Vertragsparteien darüber einig sind, etwa beim Kreditvertrag allgemein oder beim Ratenkredit. Während Anzahlungen oder Vorauszahlungen vertragliche Regelungen über Teilleistungen darstellen, unterliegen Abschlagszahlungen gesetzlichen Vorschriften.

## Ausnahmen
Vom allgemeinen gesetzlichen Verbot von Teilzahlungen gibt es spezialgesetzliche Ausnahmen. Reichen bei Verbraucherkrediten die Tilgungen des Kreditnehmers zur Tilgung der gesamten fälligen Schuld nicht aus, so darf der Gläubiger Teilzahlungen nicht zurückweisen (§ 497 Abs. 3 Satz 2 BGB). Hierdurch soll ein „moderner Schuldenturm“ verhindert werden. Diese Vorschrift bietet in § 497 Abs. 3 Satz 2 BGB eine von § 367 Abs. 1 BGB abweichende Anrechnungsrangfolge. Die Teilzahlungen sind demnach zunächst auf die Kosten der Rechtsverfolgung, dann auf den übrigen geschuldeten Betrag (Absatz 1) und zuletzt auf die Zinsen (Absatz 2) anzurechnen. Diese Bestimmungen gelten auch für Immobilienfinanzierungen (Hypothekendarlehen). Bei Teilzahlungsgeschäften gewährt nach § 506 Abs. 1 BGB ein Unternehmer einem Verbraucher einen entgeltlichen Zahlungsaufschub oder eine sonstige entgeltliche Finanzierungshilfe. Dabei liefert der Unternehmer und gestattet dem Käufer eine Ratenzahlung.
Weitere Ausnahmen ergeben sich aus dem Wechselrecht und Scheckrecht. Nach Art. 34 Abs. 2 SchG und Art. 39 Abs. 2 WG darf der Bezogene Teilzahlungen leisten, der Gläubiger „darf sie nicht zurückweisen“. Die Bezogenen können verlangen, dass ihre Teilleistungen auf dem Wechsel oder Scheck vermerkt und ihnen hierüber eine Quittung ausgestellt wird.

## International
In der Schweiz muss nach Art. 69 Abs. 1 OR der Gläubiger eine Teilleistung nicht annehmen, wenn eine einheitliche Schuld besteht und diese fällig ist. Bei noch nicht fälligen Schulden ist im Umkehrschluss der Gläubiger zur Annahme von Teilzahlungen verpflichtet. Bei Annahme von Teilzahlungen verlangt Art. 85 Abs. 1 OR die Anrechnung zunächst auf ausstehende Kosten, dann auf Zinsen und zuletzt auf die Schuldsumme. In Österreich ist der Gläubiger einer Geldforderung gemäß § 1415 Satz 1 ABGB nicht berechtigt, der Tilgung dienende Teilzahlungen des Schuldners im Zahlungsverkehr durch Überweisungen auf Bankkonten zurückzuweisen, wenn hiermit weder nennenswerte Mühen noch besondere Aufwendungen verbunden sind; solche Zahlungen wirken teilweise schuldbefreiend.